# 달리는 황제
《달리는 황제》는 1985년 10월 20일에 MBC TV에서 방영되었던 베스트셀러극장이다.

## 줄거리
절에서 고시공부를 하고 있던 김도일(한인수)은 어느 날 밤 불상을 훔치러 온 도둑을 막다가 격투 끝에 도둑을 쓰러뜨린다. 도둑이 죽었다고 생각한 도일은 살인을 저질렀다는 두려움과 자책에 시달리다가 무작정 절에서 뛰쳐나와 이곳 저곳을 떠돌아 다니는 방랑생활을 하게 된다. 그러던 어느 날 한 여인숙에 투숙한 도일은 옆 방에 투숙 중이던 이순(이기선)을 알게 되고, 직장인이 되고 싶다는 이순의 꿈을 이루어 주겠다는 약속까지 하는데...

## 출연
- 한인수
- 이기선
- 박상조
- 김수미
- 남영진
- 심양홍
- 정대홍
- 김복희
- 이수나
- 신국
- 김지영
- 김웅철
- 이은철
- 조형기
- 이동신
- 견미리
- 김순경
- 오세장
- 정영란